# Dark Energy Survey

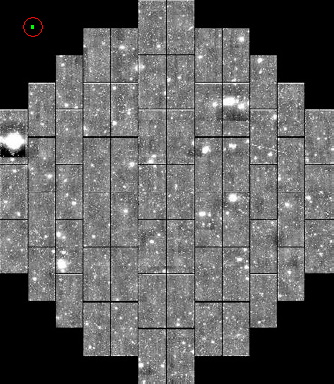
Imagen simulada de la matriz DEcam CCD en el plano focal. Cada rectángulo grande es un solo CCD. El rectángulo verde en la esquina superior izquierda representa el tamaño del iPhone 4 CCD relativo a DECam CCDs

El Dark Energy Survey' (DES) u Observatorio de la Energía Oscura es una exploración del cielo en longitudes de onda ópticas e infrarrojas cercanas que tiene como objetivo investigar la dinámica de la expansión del universo y el crecimiento de su estructura a gran escala. La colaboración se compone de instituciones de investigación y universidades de los Estados Unidos, Brasil el Reino Unido, Alemania, España y Suiza. El proyecto planea realizar observaciones astronómicas durante 525 noches repartidas a lo largo de cinco años. La primera temporada empezó el 31 de agosto de 2013. 
El proyecto utiliza el telescopio Víctor M. Blanco de 4 metros, ubicado en el Observatorio Interamericano del Cerro Tololo (Cerro Tololo Inter-American Observatory, CTIO) en Chile, y está equipado con una cámara digital de última generación, conocida como la Cámara de Energía Oscura (Dark Energy Camera, DECam). Esta cámara permite captar imágenes en la parte roja del espectro electromagnético visible y en el infrarrojo cercano con una mayor sensibilidad, en comparación con instrumentos anteriores.
DECam tiene uno de los campos de visión más amplio ( 2.2 grados) disponible para imágenes ópticas e infrarrojas captadas desde la tierra. El proyecto tomará imágenes de 5.000 grados cuadrados del hemisferio sur celeste, en un área que se superpone con el Telescopio del Polo Sur y que evade la Vía Láctea. El DES se demorará cinco años en completarse, y tomará imágenes en cinco bandas fotométricas (g, r, i , z , y Y).

## Generalidades
El Dark Energy Survey investigará la dinámica del universo y de su estructura a gran escala usando cuatro técnicas: Supernovas de Tipo Ia, Oscilaciones Acústicas de Bariones, cuantificación del número de grupos y cúmulos de galaxias y lentes gravitacionales débiles. 
La primera técnica hace uso de las curvas de luz (gráficas de intensidad como función del tiempo) de supernovas del tipo Ia. Una supernova de tipo Ia se origina de una explosión de una estrella enana marrón que orbita alrededor de otra estrella compañera. Esta explosión es causada por la acreción de masa de la enana marrón por parte de su compañera, tornándola inestable e iniciando, como consecuencia, una explosión termonuclear gigantesca. Este tipo de eventos son de gran importancia en cosmología debido a que son muy brillantes, lo que permite a los astrónomos detectarlas a grandes distancias, y su distancia de luminosidad puede deducirse a partir de la observación de sus curvas de luz. Finalmente, el modelo estándar de cosmología (la teoría del Big Bang Caliente más la teoría de la inflación), que se basa en suposiciones que incluyen la validez de la teoría de la Relatividad General y la homogeneidad e isotropía de la estructura a gran escala del universo, predice que es posible restringir las propiedades de la expansión del universo con base en la observación de la distancia de luminosidad y el desplazamiento al rojo de supernovas de tipo Ia lejanas. 
Las otras tres técnicas que DES utilizará para restringir las propiedades de la expansión y de la estructura a gran escala del universo son Oscilaciones Acústicas de Bariones, cuantificación del número de grupos y cúmulos de galaxias y lentes gravitacionales débiles. A diferencia de las mediciones de las distancias de luminosidad de las supernovas de tipo Ia, estas técnicas ayudan a los científicos a aprender simultáneamente acerca de la expansión del universo y la evolución de las perturbaciones del campo de materia oscura. Estas perturbaciones estuvieron intrínsecamente ligadas a la formación de galaxias y cúmulos de galaxias. El modelo estándar de la cosmología asume que fluctuaciones cuánticas del campo de densidad de cada uno de los diferentes componentes del universo temprano fueron aumentadas debido a una ultra-rápida expansión llamada inflación. Posteriormente, estas perturbaciones crecieron más y más debido al mecanismo de colapso gravitacional, permitiendo que los bariones fuesen atraídos hacia el potencial gravitacional de regiones espaciales más densas para formar galaxias. Sin embargo, la tasa de expansión de estos halos de materia oscura es sensible a la dinámica de la expansión del universo, y el Dark Energy Survey utilizará esta conexión para caracterizar las propiedades de esa expansión. 
La nueva cámara instalada en el telescopio Víctor M. Blanco por la colaboración de DES ofrece nuevas posibilidades observacionales que no están disponibles en otros proyectos, como por ejemplo el Sloan Digital Sky Survey. Una gran diferencia entre previos dispositivos de carga acoplada (Charge-coupled devices, CCD) en antiguos instrumentos en el Víctor M. Blanco y aquellos que actualmente están en DECam es su mejorada eficiencia cuántica en la parte roja del espectro visible y el infrarrojo cercano. Mientras que los CCDs antiguos poseen una mayor eficiencia cuántica en el azul y una significativamente menor sensibilidad a longitudes de ondas localizadas en el infrarrojo cercano, los detectores de DECam fueron diseñados específicamente para tener una sensibilidad máxima a la luz roja. Esta propiedad es muy importante para la observación de objetos muy lejanos, como supernovas de tipo Ia o cúmulos de galaxias, debido a que la expansión del universo hace que la longitud de onda de los fotones provenientes de fuentes lejanas se desplacen hacia el rojo. Por otro lado, el silicio-que es el material principal usado en la construcción de CCDs-es prácticamente transparente a luz infrarroja, haciendo que la construcción y desarrollo de este tipo de dispositivos fuese un desafío tecnológico.
La colaboración del Dark Energy Survey es liderada por Josh Frieman, y está compuesta de varios institutos de investigación y universidades de diferentes países. En los Estados Unidos, las instituciones son: el Laboratorio y Acelerador Nacional Fermi (Fermi National Accelerator Laboratory, Fermilab), la Universidad de Chicago, el Observatorio Nacional de Astronomía Óptica (National Optical Astronomy Observatory, NOAO), la Universidad Estatal de Ohio (Ohio State University), la Universidad de Texas A&M (Texas A&M University), La Universidad de Illinois en Urbana-Champaign (University of Illinois at Urbana-Champaign), el Laboratorio Nacional Lawrence Berkeley (Lawrence Berkeley National Laboratory, LBNL), la Universidad de Míchigan (University of Michigan), la Universidad de Pensilvania (University of Pennsylvania, UPenn), el Laboratorio Nacional Argonne (Argonne National Laboratory), la Universidad de California Santa Cruz (University of California Santa Cruz), el Laboratorio y Acelerador National SLAC (SLAC National Accelerator Laboratory) y la Universidad de Stanford (Stanford University). Las instituciones brasileñas que forman parte de DES son las siguientes: el Centro Brasileño de Investigaciones Físicas (Centro Brasileiro de Pesquisas Físicas - CBPF), el Observatorio Nacional (Observatório Nacional - ON) y la Universidad Federal del Río Grande del Sur (Universidade Federal do Rio Grande do Sul - UFRGS).
Las instituciones británicas que forman parte de DES son: el University College de Londres, la Universidad de Cambridge (University of Cambridge), la Universidad de Edinburgh (University of Edinburgh), la Universidad de Portsmouth (University of Portsmouth), la Universidad de Sussex (University of Sussex) y la Universidad de Nottingham (University of Nottingham). Las instituciones alemanas parte de DES son el Centro para la Excelencia en Física Fundamental (Cluster for Excellence for Fundamental Physics) y la Universidad de Múnich Ludwig Maximilian (Ludwig-Maximilians Universität) y sus institutos afiliados. La Escuela Politécnica Federal de Zúrich (ETH) de Suiza también hace parte del proyecto. Finalmente, el Instituto de Ciencias del Espacio, el Instituto de Física de Altas Energías (Institut de Física d'Altes Energies) y el Centro de Investigaciones Energéticas, Medioambientales y Tecnológicas - CIEMAT son las instituciones españolas involucradas con DES.
La colaboración del Dark Energy Survey está compuesta a su vez de diferentes grupos de trabajo. Alguno de los principales grupos son: el grupo de trabajo de lentes gravitacionales débiles, el grupo de trabajo de cúmulos de galaxias, el grupo de trabajo de la estructura a gran escala, el grupo de trabajo de supernovas y el grupo de trabajo de lentes gravitacionales fuertes. Otros temas científicos incluyen simulaciones, calibraciones, desplazamientos al rojo fotométricos, cuásares y la Vía Láctea. Una gran responsabilidad de la colaboración de DES fue el desarrollo mecánico, óptico y eléctrico de DECam. Cada seis meses, aproximadamente, se realiza una reunión entre todos los grupos de DES con el objetivo de discutir nuevos resultados sobre el desarrollo del proyecto.